# Champlon (België)
Champlon (Waals: Tchimpion) is een dorp in de Belgische provincie Luxemburg en een deelgemeente van Tenneville. Tot 1 januari 1977 was het een zelfstandige gemeente. Champlon ligt twee kilometer ten noordwesten van het centrum van Tenneville. In de deelgemeente ligt ook het dorp Journal.

## Geschiedenis
Op het eind van het ancien régime werd Champlon een gemeente. De plaats werd ook wel Champlon-en-Ardenne genoemd, als onderscheid met Champlon-Famenne, dat zo'n 15 kilometer ten noordwesten ligt. De aangrenzende gemeente Journal werd in 1811 opgeheven en bij Champlon gevoegd.

## Demografische ontwikkeling
- Bronnen:NIS, Opm:1831 tot en met 1970=volkstellingen, 1976= inwoneraantal op 31 december

## Sport
Voetbalclub RES Champlonaise is aangesloten bij de KBVB en actief in de provinciale reeksen. De club speelde meerdere seizoenen in de hoogste provinciale reeks.
Deelgemeenten: Champlon · Erneuville · Tenneville

Overige dorpen: Baconfoy · Beaulieu · Belle-Vue · Berguème · Cens · Grainchamps · Journal · Laneuville-au-Bois · Mochamps · Ortheuville · Prelle · Ramont · Tresfontaines · Wembay · Wyompont 

Belgische gemeenten · Arrondissement Marche-en-Famenne · Luxemburg · Wallonië